# Oscar Frey (Offizier)
Oscar Frey (* 3. April 1893 in Schaffhausen; † 27. April 1945 ebenda) war ein Schweizer Offizier.

## Leben und Wirken
Oscar Frey rückte 1914 als Unteroffizier in den Aktivdienst ein und bestand zusammen mit seinem Bruder Richard, dem späteren Oberstkorpskommandanten, die Ausbildung zum Leutnant in der Feldaspirantenschule. Er leistete im Ersten Weltkrieg insgesamt 1307 Tage Militärdienst. Im Jahr 1921 übernahm er die Versicherungsagentur seines verstorbenen Vaters Conrad Frey, eines Obersten der Kavallerie.
Von 1936 bis 1942 war Oscar Frey Kommandant des baselstädtischen Infanterieregiments 22. Im Winter 1940/41 hielt er auf eigene Initiative im Rahmen der Geistigen Landesverteidigung öffentliche Vorträge zur Stärkung des Widerstandswillens, wobei er mehr Wert auf Sachlichkeit als auf Pathos legte. Im Frühjahr 1941 erhielt er deswegen auf deutschen Druck hin Redeverbot durch den Bundesrat, worauf er sein Regiment mit wehenden Fahnen am deutschen Konsulat in Basel vorbeimarschieren liess. Ab 1941 war Frey Chef der Sektion Heer und Haus der Schweizer Armee. Er war Mitglied der Aktion nationaler Widerstand.
Ein Herzinfarkt zwang ihn im März 1942 zum Rücktritt vom Militärdienst. Vom Mai 1942 bis April 1945 verfasste er unter dem Pseudonym «Legatus» in den Basler Nachrichten über 350 Lagebeurteilungen. Neben General Guisan wurde Oberst Frey während des Zweiten Weltkriegs zu einer Symbolfigur des nationalen Widerstandes.
Oscar Frey war verheiratet mit Elsa Frauenfelder. Das Paar hatte drei Kinder. In Basel ist seit 1952 die Oscar Frey-Strasse nach ihm benannt.